# Labigastera latiforceps
Labigastera latiforceps är en tvåvingeart som beskrevs av Tschorsnig 2000. Labigastera latiforceps ingår i släktet Labigastera och familjen parasitflugor.
Artens utbredningsområde är Tunisien. Inga underarter finns listade i Catalogue of Life.